# Ткаченко Роман Володимирович
Рома́н Володи́мирович Ткаче́нко (2000—2022) — солдат Збройних Сил України, учасник російсько-української війни, громадський активіст який загинув у ході російського вторгнення в Україну у 2022 році.

## Життєпис
Роман народився 29 липня 2000 року в місті Києві у родині Світлани та Володимира Ткаченків. Змалечку мешкав у районі Березняки на лівому березі Києва.
Початкову освіту отримав у школі № 209. Першою вищою освітою був історико-філософський факультет Київського університету імені Бориса Грінченка, спеціальність «Історія та археологія». Був членом наукового товариства студентів та аспірантів факультету. Підготував низку публікацій, брав участь у наукових конференціях. Поза академічним студентським життям — актор академічного студентського театру «Борисфен», учасник клубу історичної реконструкції «Спадщина». У 2021 році закінчив бакалаврат й отримав фах історика. Одразу після цього Роман Ткаченко вступає здобувати ще одну вищу освіту — його зараховано до магістратури Київського національного університету будівництва і архітектури на факультет урбаністики та просторового планування.
Цього разу Романа Ткаченка цікавило поєднання історичних та урбаністичних студій. Брав участь у міжнародних наукових проєктах. У зв'язку із повномасштабним вторгненням не зміг закінчити другу освіту.
Роман Ткаченко поєднував навчання з роботою за фахом — працював у Музеї «Становлення української нації».

## Громадська діяльність
Протягом всього свідомого життя Роман Ткаченко присвячував себе різній громадській діяльності. Серед багатьох напрямків це був екоактивізм — підтримував ініціативу «Україна без сміття» та охорона культурної спадщини. В останньому Романа особливо цікавив спадок монументального мистецтва, передусім — мозаїки Києва.

### Пам'яткоохорона
Протягом 2021 року Роман разом з однодумцями втілили кілька знакових пам'яткоохоронних проєктів.
Насамперед йдеться про масштабне відновлення мозаїк Ади Рибачук та Володимира Мельніченка на Київському автовокзалі (Деміївська площа, 3). Реконструкція приміщення автовокзалу збудованого у шестидесятих роках 20 ст. (арх.: А. Мілецький, І. Мельник, Е. Більський) викликала занепокоєння у багатьох, хто цікавиться мистецтвом і культурою. Саме тому роботи по відновленню мозаїчного панно згуртували довкола себе таку велику кількість небайдужих.
Крім цього Роман ініціював проведення відновлювальних робіт мозаїкової композиції на будинку спортивного клубу «Рубін» (вул. І. Миколайчука, 11), на Березняках. Разом з волонтерською спільнотою «Києве, мий», місцевими мешканцями та мешканками, мозаїчне панно авторства Ірини Перової (1969 р.) було відчищене від бруду, відремонтовані втрачені елементи. Також Роман Ткаченко посприяв тому, щоб мозаїкове панно у вітрині магазину «Казка» на вул. Великій Васильківській, 54 (худ. І. Перова, 1969 р.) не було закрите від людського ока внаслідок необдуманих дій адміністрації крамниці.
Наприкінці 2021 року пам'яткоохоронна спільнота «Мапа Реновації» запустила освітній курс з дослідження архітектури «На пошуки закинутого Подолу», в якому брав участь і Роман Ткаченко.
Об'єктами, які досліджував Роман були будівлі на вул. Волоській 5, 5-Б, 5/14. Все це забудова 19-го століття: будинок П. М. Дехтярьова (1833—1835), житловий будинок (1874—1875) та флігель (1874—1875) на садибі купця І. Шишкіна. Крім цього дослідник також переймався долею неоготичної садиби К. Л. Нитцького (вул. Верхній Вал, 4).
Роман Ткаченко виступав проти знесення будинку Уткіна на вул. Симона Петлюри, 29. Зруйнування цієї будівлі забудовником у квітні 2021 р. викликало значний суспільний резонанс.
Роман підтримував ініціативу по збереженню Садиби Барбана. Взяв участь в акції-перформансі від Міського театру (ідея — Дмитро Левицький) та фотографа Дмитра Галіна «Колективна фотографія з садибою Барбана» 18 грудня 2021 року; та дійстві «Сердечна зустріч біля Садиби Барбана» 13 лютого 2022 р.
Остання пам'яткоохоронна акція перед збройним вторгненням РФ в Україну у якій взяв участь Роман Ткаченко була проти знищення 19 павільйону ВДНГ. 19 лютого 2022 року спільноти «Ukrainian Modernism», «Мапа Реновації», «Зберегти Квіти України» ініціювали захід-протест «ВДНГ: виставка досягнень нищення гідності» спрямований на привернення уваги до руйнування пам'яток Виставкового комплексу.
Роман також підтримував видавничі проєкти пов'язані з історією Києва та урбаністикою. Він був одним із жертводавців під час збору коштів для видання С. Широчина та О. Михайлика трьох книг із серії «Невідомі периферії Києва» присвячених київському Лівобережжю, а також для видання збірки «(Не)комфортна (не)околиця: Чоколівка» від ЦУС.

## Служба у війську
До лав війська Роман Ткаченко став під час мобілізації у зв'язку із повномасштабним вторгненням РФ в Україну. Проходив службу у 112-ї ОБр ТрО ЗСУ (128 окремий батальйон ТРО, 2 рота). Обрав собі псевдо «Естет».
Брав участь в обороні Києва та бойових діях на Сході України. 31 травня 2022 року загинув у смт. Есхар, на Харківщині.

### Нагороди
Орден «За мужність» ІІІ ступеня (посмертно) — Указ Президента України В. Зеленського № 78/2023 від 14 лютого 2023 року.
Медаллю «Честь. Слава. Держава» (посмертно) — розпорядження Київського міського голови В. Кличка № 657 від 18. 11. 2022 року.

## Вшанування пам'яті
Романа Ткаченка поховали 4 червня 2022 р. на Лісовому кладовищі (79 ділянка, 30 ряд, 13 місце) з віданням військових почестей. Разом з ним були поховані його загиблі побратими-кияни, могили знаходяться неподалік.
На школі де вчився Роман йому встановлена меморіальна дошка, а також облаштована меморіальна алея з пам'ятним каменем.

### «Місяць Романа Ткаченка»
12 травня 2023 року у київському пам'яткоохоронному просторі «Цегла» розпочався меморіальний проєкт «Місяць Романа Ткаченка». Він складався з експозиційно-виставкової частини та низки різних пов'язаних подій.
В експозиції у просторі були представлені особисті речі загиблого Романа, надані Світланою Ткаченко, та збірка мистецьких творів наданих для виставки мистцями й мисткинями, котрі знали Романа. Серед представлених творів були роботи авторства Інги Леві, Анастасії Лелюк, Тамари Турлюн та інших.
В рамках Місяця, 15 травня 2023 р, відбувався історичний фестиваль «Legio Historica. Повернення», під час якого відбулись екскурсії те лекції за участю істориків й історикинь: Євгена Синиці, Дар'ї Добріян, Едуарда Андрющенка. Архітекторки з м. Нова Каховка Єлизавета й Тетяна Євсєєви провели майстер-клас з виготовлення «кам'яних вишиванок» за технологією художника Григорія Довженка.
Також протягом «Місяця Романа Ткаченка» пройшли майстер-класи з виготовлення мозаїк та витинанок, кінопокази документальних стрічок (у співпраці з кіноклубом Docudays) на різні теми, в основному про охорону навколишнього середовища та пам'яток. Були запрезентовані документальні стрічки про дослідження підземних річок Києва (режисер — Дмитро Фальковський). Також за сприяння фонду АРВМ було проведено кінопоказ док. стрічки про відновлення мозаїк на Деміївському автовокзалі м. Києва та організовано екскурсію до нього (за кураторства художниці Анастасії Лелюк).
Одна з частин меморіального проєкту була у вигляді просвітницьких тематичних лекцій — історик, кандидат історичних наук, Тарас Самчук прочитав лекцію на тему студентського активізму у царській Росії на поч. 20 століття; завідувачка кафедри міського господарства КНУБА, кандидатка технічних наук, доцентка Любов Апостолова-Сосса — про важливість та особливості збереження історичних ландшафтів у містах.
Проєкт закінчився у червні 2023 року.